# Cao Tiến Lê
Cao Tiến Lê (1937 - 2016) là nhà văn Việt Nam, được tặng Giải thưởng Nhà nước về Văn học Nghệ thuật năm 2012.  

## Tiểu sử
Cao Tiến Lê (bút danh Tế Liên, Nam Lương, Mai Tiến Cường) sinh ngày 31 tháng 12 năm 1937, quê ở Lam Sơn, Đô Lương, Nghệ An.     
Học hết phổ thông, Cao Tiến Lê xung phong đi bộ đội, tham gia 2 cuộc kháng chiến chống Pháp và Mỹ, trực tiếp chiến đấu ở đơn vị bộ binh, làm nhiệm vụ bảo vệ giới tuyến quân sự tạm thời. Năm 1967, ông là phóng viên các báo Quân khu 4, Mặt trận đường 9, Quân đội nhân dân. Năm 1976, ông chuyển ngành, sang làm biên tập viên rồi Phó tổng biên tập Nhà xuất bản Thanh niên. Năm 2000, ông chuyển về làm việc tại Hội Nhà văn Việt Nam, làm trưởng Ban Quản lý Dự án Bảo tàng Văn học Việt Nam. Ông là uỷ viên Ban chấp hành Hội Nhà văn Việt Nam khóa VI.
Ông là đảng viên Đảng Cộng sản Việt Nam; hội viên Hội Nhà văn Việt Nam từ năm 1974. 
Ông qua đời ngày 4 tháng 6 năm 2016 tại Bệnh viện Giao thông vận tải, Hà Nội.

## Sự nghiệp
Tác phẩm đầu tay được Cao Tiến Lê viết năm 1957, đó là truyện ngắn "Bức thư bị nát" được in lên báo Quân đội nhân dân. Năm 1972, Nhà xuất bản Quân đội nhân dân đã tập hợp và cho in tập truyện ngắn đầu tay của Cao Tiến Lê với tựa đề "Phía trong".
Ông đã xuất bản 18 tập truyện ngắn, ký và tiểu thuyết như các tập: Nếm trải Điện Biên, Một nửa cuộc đời, Trung tướng giữa đời thường, Con nuôi thầy phù thủy, Ngược rừng Ba Chẽ, Nửa đời ngoảnh lại… Ông đã từng được trao giải nhì cuộc thi truyện ngắn của báo Văn Nghệ năm 1972-1973 với truyện ngắn “Mùi thơm dây cháy chậm”.
Năm 2012, ông được tặng Giải thưởng Nhà nước về Văn học Nghệ thuật với cụm tác phẩm: Ở trần (tập truyện ngắn); Cây sau sau lá đỏ (tập truyện ngắn); Trung tướng giữa đời thường (tiểu thuyết).

## Tác phẩm chính

### Truyện ngắn
- Phía trong (1972)
- Bến quê (năm 1976)
- Cây sau sau lá đỏ (1981)
- Đại đội chân đất (năm 1982)
- Ở trần (1990)
- Vỏ trứng thạch sùng (năm 1995)
- Đến với bình minh (1995)
- Thoát hiểm (năm 2000)
- Một đời vô duyên (2000)
- Truyện ngắn Cao Tiến Lê (năm 2003)

### Tiểu thuyết
- Một nửa cuộc đời (năm 1978)
- Bây giờ nên xử sự thế nào (năm 1987)
- Nếm trải Điện Biên (năm 1992)
- Con nuôi thầy phù thủy (năm 1994)
- Trung tướng giữa đời thường (năm 1995)

### Tập ký
- Ngược rừng Ba Chẽ (năm 1976)
- Mùa ca cao (năm 1982)
- Nửa đời ngoảnh lại (năm 2004)
- Thương lắm người ơi (năm 2006)

Nguồn: 

## Vinh danh
- Giải thưởng Nhà nước về Văn học Nghệ thuật năm 2012.

### Giải thưởng văn học
- Giải nhì cuộc thi truyện ngắn của báo Văn nghệ năm 1972-1973.